# Соча
Соча (словен. Soča, итал. Isonzo) je 140 km дуга река која пролази кроз западну Словенију и северну Италију.
Ова река извире на надморској висини од 1.100 m у Јулијским Алпима у Тренти. Крашки извор реке посећују бројни туристи. Река тече ка југу кроз крајеве Бовец, Кобарид, Толмин, Канал, Нова Горица и Горица. У Јадранско море (Тршћански залив) се улива у Италији близу Тржича. Старо име за горњи ток Соче је „Шнита“.
У долини Соче су се водиле велике битке за време Првог светског рата.
Од риба у реци је најраспрострањенија Сочка пастрмка (Salmo trutta marmoratus).

## Галерија
- Ток реке Соче
- Сателитски снимак ушћа Соче (долина Тренте)
- Соча у близини ушћа
- Соча код Кобарида